# Illes Cagarras
Les Illes Cagarres o Monumento Natural do Arquipélago das Ilhas Cagarras és un Arxipèlag localitzat en l'Oceà Atlàntic, al llarg de la ciutat de Rio de Janeiro, Brasil.

## Geografia
Prop de cinc quilòmetres al Sud de la coneguda platja d'Ipanema, el arxipèlag és integrat per set illes i roques.

Noms oficials:
- Cagarras
- ilhota Filhote da Cagarra
- Palmas
- Comprida
- Redonda
- ilhota Filhote da Redonda
- Rasa

## Història
No hi ha consens entre els autors amb relació a l'origen del nom de l'arxipèlag. La versió més comunament acceptada és que el nom vindria de la gran quantitat de excrement de les aus marines que habiten, nidifiquen i s'alimenten a les seves illes. Segons Paula Rivelle, després d'alimentar-se, principalment de peixos, deixen els excrements la seva femta, riques en calci, en els pendents rocosos de les illes, tacant-les de blanc. El 1730, la Cagarra, la seva illa principal, figura en una carta nàutica amb el nom afrancesat d' "Ilha Cagade". En una altra carta, datada de 1767, la mateixa illa figura amb la seva denominació en portuguès: "Ilha Cagat". Una altra possibilitat, és que els primers mariners portuguesos que aquí van arribar van confondre les fregates (aus marines que nidifiquen en aquestes illes) amb les aus marines que viuen en els arxipèlags de Madeira i de les Açores (territoris portuguesos), cagarras o Calonectris (Baldriga cendrosa mediterrània), que no es troben en les illes brasileres.
En 2010 el president de la República en exercici José Alencar va sancionar una llei creant el Monumento Natural do Arquipélago das Ilhas Cagarras, proposat el 2003 per Fernando Gabeira, llavors diputat federal pel PT/RJ, sent per tant una unitat de preservació ambiental. Prop d'allà existeix la sortida del clavegueram de pràcticament tota la Zona Sud de la ciutat de Rio de Janeiro, a través de l'emissari submarí d'Ipanema, una important obra d'enginyeria sanitària construïda en la dècada de 1970, d'acord amb el Protocol de Annapolis.